# Cephaloscymnus
Cephaloscymnus är ett släkte av skalbaggar. Cephaloscymnus ingår i familjen nyckelpigor.
Kladogram enligt Catalogue of Life:
| Cephaloscymnus | \| \| Cephaloscymnus insulatus \| \| \| \| \| \| Cephaloscymnus laevis \| \| \| \| \| \| Cephaloscymnus occidentalis \| \| \| \| \| \| Cephaloscymnus zimmermanni \| \| \| \| |
|                | \| \| Cephaloscymnus insulatus \| \| \| \| \| \| Cephaloscymnus laevis \| \| \| \| \| \| Cephaloscymnus occidentalis \| \| \| \| \| \| Cephaloscymnus zimmermanni \| \| \| \| |
|                | Cephaloscymnus insulatus |
|                | |
|                | Cephaloscymnus laevis |
|                | |
|                | Cephaloscymnus occidentalis |
|                | |
|                | Cephaloscymnus zimmermanni |
|                | |